# Якоб Адлер

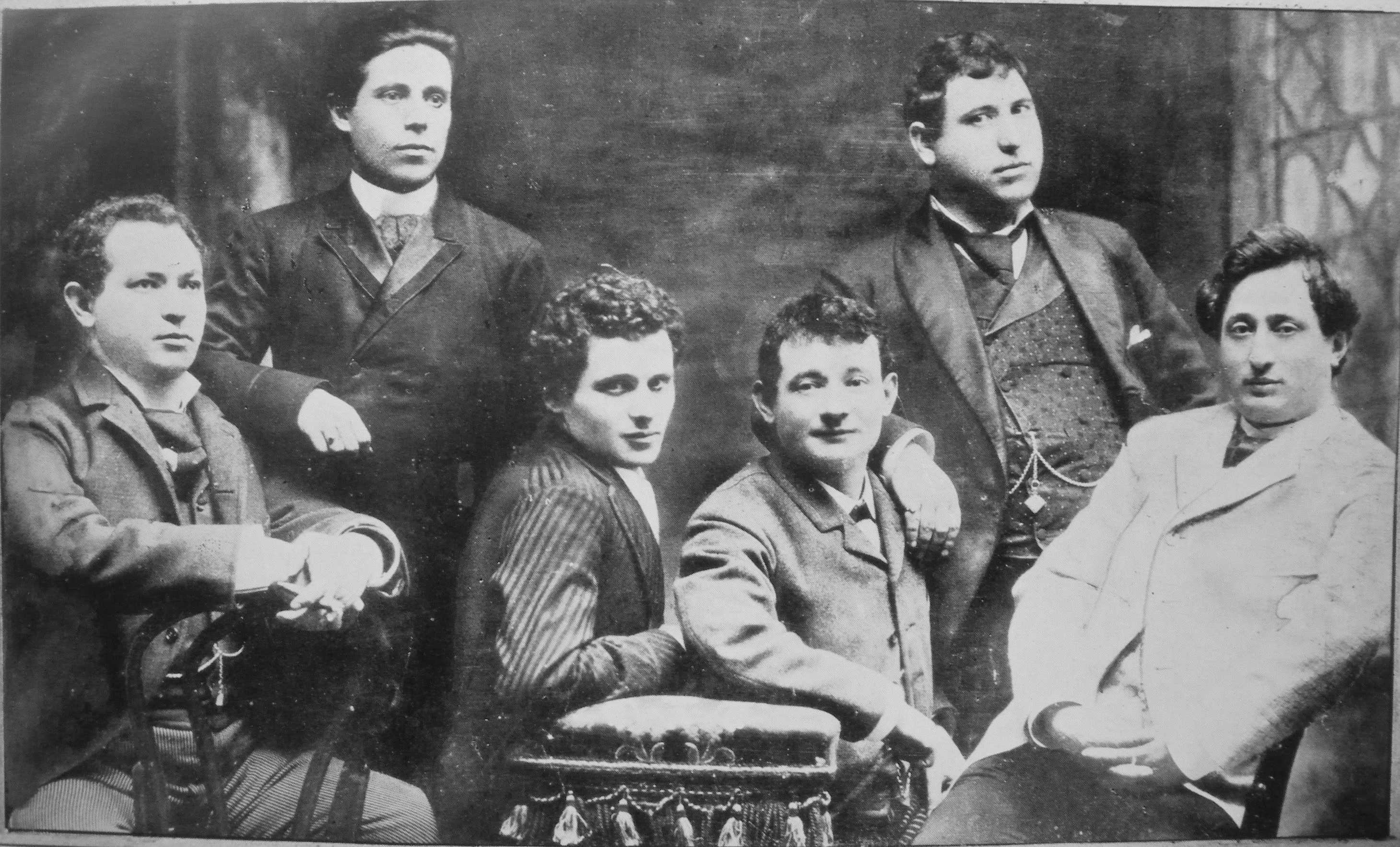
Справа: Якоб П. Адлер, Зігмунд Фейнман, Зігмунд Моглеско, Рудольф Маркс, пан Крастошинський і Девід Кесслер, 1888 р.

Яків Павлович Адлер (Янкев П. Адлер ; 12 лютого 1855 — 1 квітня 1926) — єврейський актор і зірка театру мовою їдиш, спочатку в Одесі, а потім у Лондоні та в Нью-Йорку.
Яків досяг свого першого театрального успіху в Одесі, але його кар'єра там швидко обірвалася, коли Театр мовою їдиш був заборонений в Росії в 1883 році Він став зіркою театру мовою їдиш у Лондоні, а в 1889 році, під час своєї другої подорожі до Сполучених Штатів, оселився в Нью-Йорку. Незабаром Адлер заснував власну компанію, започаткувавши новий, більш серйозний їдиш-театр.

## Дитинство та юність
Адлер народився в Одесі, Російська імперія (нині Україна). Батько Адлера Фейвел (Павло) Абрамович Адлер був (торговцем зерном. Його мати, уроджена Гессі Гальперін, родом із заможної родини в Бердичеві. Вона розлучилася зі своєю сім'єю після розлучення з першим чоловіком (і залишивши сина), щоб вийти заміж за батька Адлера. Його дід по батьковій лінії прожив у них близько восьми років; він був побожною людиною, і в той час, коли він жив з ними, сім'я набагато більше дотримувалася єврейських релігійних обрядів.
Його освіта була нерегулярною: у міру зростання та падіння сімейного стану його відправляли в хедер (єврейську релігійну школу) або до російськомовної повітової школи, повністю виписували зі школи або мали приватного вчителя на кілька місяців.
Він виріс разом із гральними товаришами як євреями, так і християнами, але також пережив один з одеських погромів близько 1862 року У 14 років він почав працювати на текстильній фабриці. Його першим здобутком слави було те, що він ненадовго став боксером, відомим як Янкеле Кулачнік, «Джейк Кулак». Незабаром йому набрид бокс, але не нові зв'язки з «синами багатих батьків, адвокатами без дипломів» тощо. Хороший танцюрист, він став частиною натовпу молодих крутих, які регулярно зірвали весільні вечірки.
Покинув фабрику, став розносником; за його власним описом, його життя в цей момент було лише кроком від життя злочинів. Через свого дядька Арке, «гарячого театролюбця», він зацікавився театром.
У 17 він працював переписувачем у юристів, щовечора ходив у театр, в таверну чи на вечірку. Протягом наступних кількох років у нього було багато любовних зв'язків, і йому не дозволили одружитися за любов'ю з якоюсь Естер Райзел, оскільки його власна сумнівна репутація ускладнила розлучення його матері. Він пережив черговий погром, але його сім'я була фінансово розорена через знищення майна та крадіжку грошей.

## Санітарта інспектор
Початок російсько-турецької війни спричинив загальну військову службу юнаків. За наполяганням своєї родини Адлер підкупив собі шлях до роботи санітаром, помічником медичного корпусу Червоного Хреста. Протягом чотирьох місяців перебування там він став улюбленцем єврейських сімей і отримав Золоту медаль за видатні досягнення за коротку службу царю.
Повернувшись до Одеси, влаштувався розповсюджувати газети. Адлер написав їм, щоб закликати їх привезти свою трупу до Одеси.

Адлер прагнув стати актором, але спочатку він служив у трупі більше як критик і теоретик, використовуючи свої нині величезні знання російського театру.

## Акторська кар'єра
До своїх 50 років він не вагався використовувати свою майстерність як танцівник і навіть час від часу виконував ролі, які вимагали певного співу, хоча, за всіма оцінками (включаючи його власний), це не було його сильною стороною.

### Росія
Адлер писав у своїх мемуарах, що захоплення театром його майбутньої дружини Соні Оберландер та їхнє бачення того, чим може стати театр на їдиш, утримували його в професії, незважаючи на погляд дядька.
Його успіх у ролі перервала новина про те, що Голдфаден, п'єси якого вони використовували без дозволу, приїжджає зі своєю трупою до Одеси. У власній розповіді Гольдфадена говориться, що він прийшов туди за наполяганням свого батька; Адлер відносить його до «ворогів» Розенберга і Співаковського. Розенберг, який ніколи не був найбільш етичним із людей, забрав свою трупу з Одеси, щоб гастролювати по глибинках.
Адлер пішов у відпустку з роботи, щоб поїхати з трупою Розенберга до Херсона, де він успішно дебютував у ролі коханця Маркуса у «Ботошанській відьмі» . Він протримав відпустку, втратив державну посаду, і рішення стати штатним актором було фактично прийнято за нього.
Не вдоволений низькою оплатою праці, у Кременчуці Адлер провів акторський страйк. Низка інтриг ледь не привела до розриву з Сонею, але врешті-решт повернула обох до трупи Розенберга і привела до їхнього одруження в Полтаві. Адлери були одними з небагатьох гравців, які залишилися з Розенбергом, щоб сформувати нову, до складу якої входила актриса, яка пізніше стала відомою під ім'ям Кені Ліпцін. У Чернігові Адлер відмовився від можливості знятися в російськомовній постановці Бориса Гудонова .
Все змінилося з вбивством царя Олександра II. Трупа Гольдфадена деякий час пішла до Мінська, до Бобруйська, де вони грали в основному для російських солдатів, і до Вітебська, де йому та Соні довелося судитися з Гольдфаденом про їхню зарплату, і вони пішли, щоб знову приєднатися до Розенберга, який грав у театрі. наметовий театр в Ніжині .

### Лондон

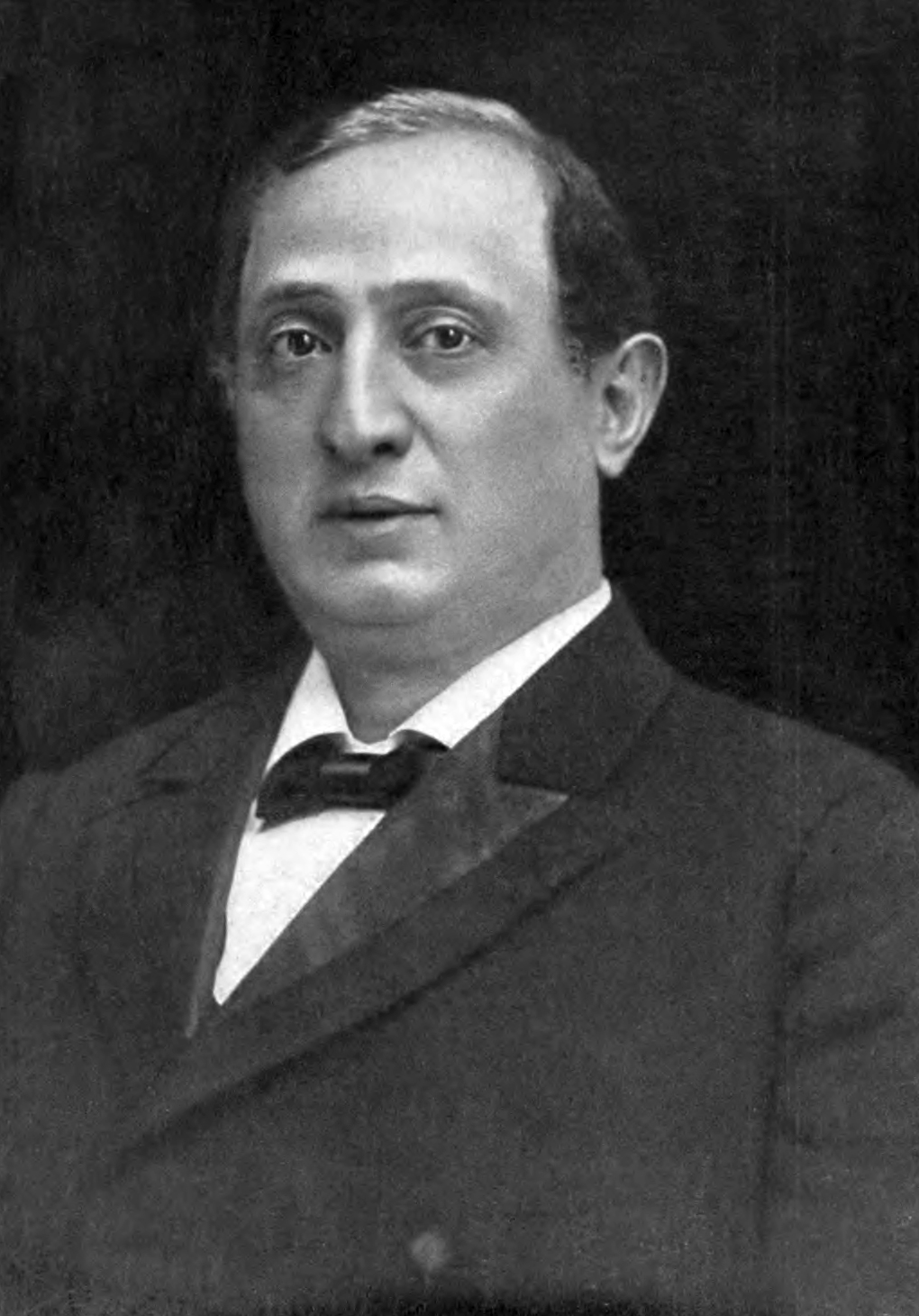
Якоб Адлер у 1902 році

Про час перебування в Лондоні Адлер писав: «Якщо театру мовою їдиш судилося зародитися в Росії, а в Америці виріс до успіху, то Лондон був його школою».
Адлер прибув до Лондона з невеликою кількістю контактів. У Вайтчепелі, центрі єврейського Лондона того часу, він зіткнувся з крайньою бідністю. Натан Маркус Адлер розглядав їдиш як «жаргон», який існує за рахунок як літургійного івриту, так і англійської, необхідного для висхідної мобільності, і його ортодоксальний юдаїзм "не міг витримати навіть благословення, даного на сцені.
У Лондоні він пробув недовго. Після декількох великих успіхів у Варшаві, він повернувся до Лондона навесні 1889 року, а потім знову до Нью-Йорка, цього разу, щоб зіграти за Гейне в Театрі Пула.
Адлер вирушив у дорогу з Борисом Томасефським, який у той час був піонером гастролей театру мовою їдиш в Америці. Вони грали у Філадельфії та Чикаго. Адлер повернувся до Нью-Йорка, де йому вдалося виграти Моолеско і Кесслера у Гейне.

### Нью-Йорк
Адлер спробував створити найсерйозніший театр на їдиш, який Нью-Йорк досі бачив у театральному районі їдиш. Однак після того, як Томашефскі здобув величезний популярний успіх в опереті Мойсея Галеві Горовіца « Давид бен Джессі» в Національному театрі Мойше Фінкель.
Він похований на цвинтарі Старого Маунт-Кармел у Глендейлі, Квінс .

## Сім'я
Був тричі одружений: спочатку на Софії Оберландер (померла в 1886), на Діні Штеттін (р. 1887 — розлучена в 1891) і, нарешті, на актрисі Сарі Левицькій.
Його та Соніна дочка Рівка (Ребека) померла у віці 3 років. Соня померла від інфекції, яку отримала під час народження сина Абрама в 1886 році Син Абрама Аллен Адлер (1916—1964) був, серед іншого, сценаристом «Забороненої планети». Ще бувши одруженим із Сонею, Адлер мав роман з Дженні «Дженя» Кайзер, від якої мав сина, актора Чарльза Адлера (1886—1966).
У них з Діною була дочка Селія Адлер (1889—1979).
У них із Сарою було шестеро дітей: відомі актори Лютер (1903—1984) і Стелла Адлер (1901—1992) і менш відомі актори Джей (1896—1978), Френсіс, Джулія та Флоренс . Джейкоб і Стелла Адлер є членами Зали слави американського театру.
Його сестра Сара/Сур Адлер та її семеро дітей емігрували до Нью-Йорка в 1905 році. Його племінниця Франсін Ларрімор, дочка Сари, стала бродвейською актрисою. Він також був двоюрідним дядьком актора Джеррі Адлера.